# Michele Sanmicheli

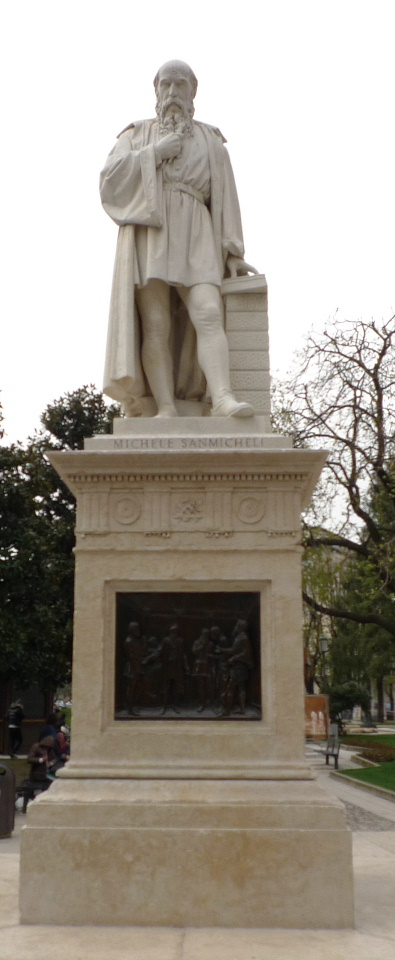
Sanmicheli-Denkmal in Verona

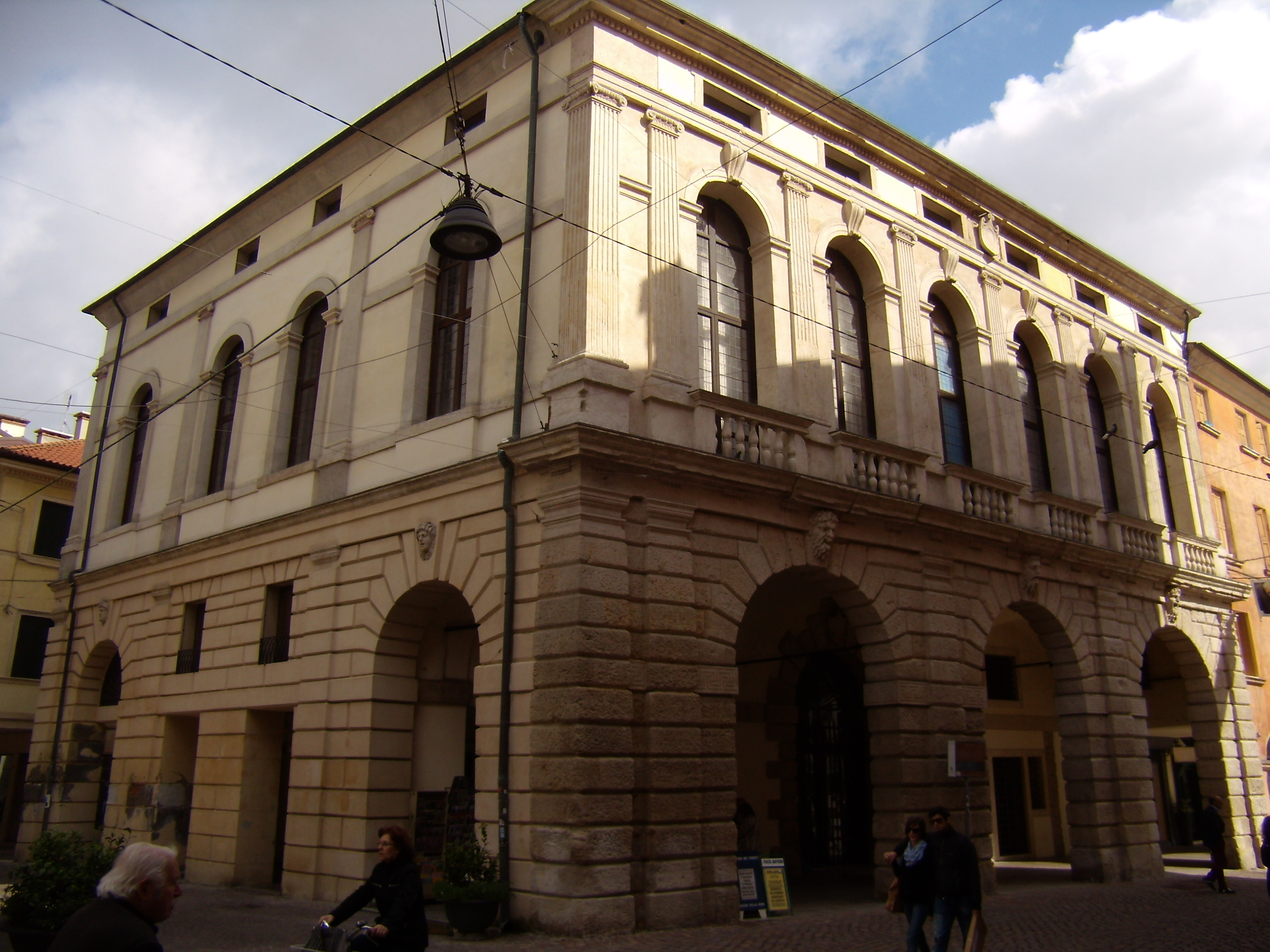
Palazzo Roncale, Rovigo

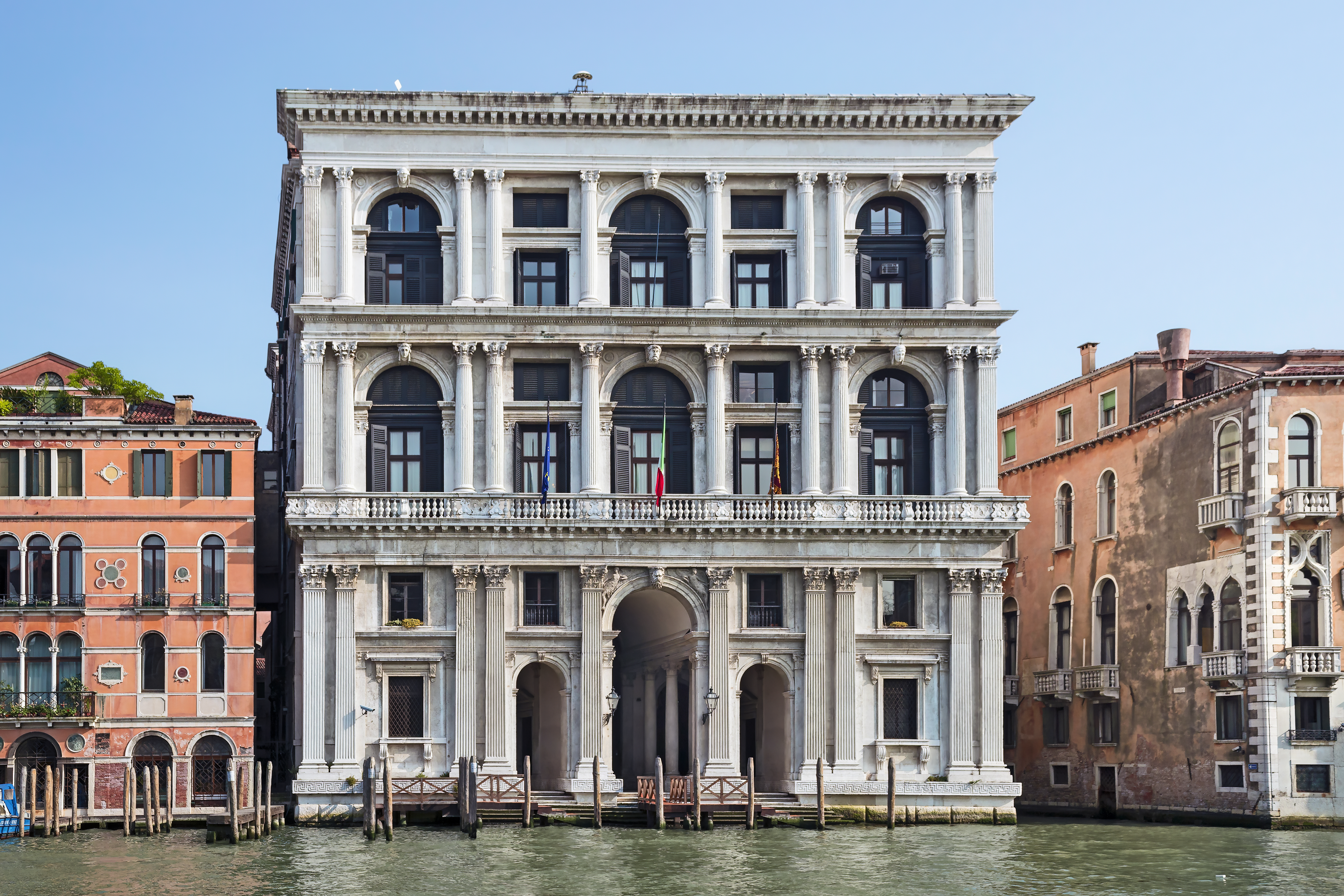
Palazzo Grimani, Venedig

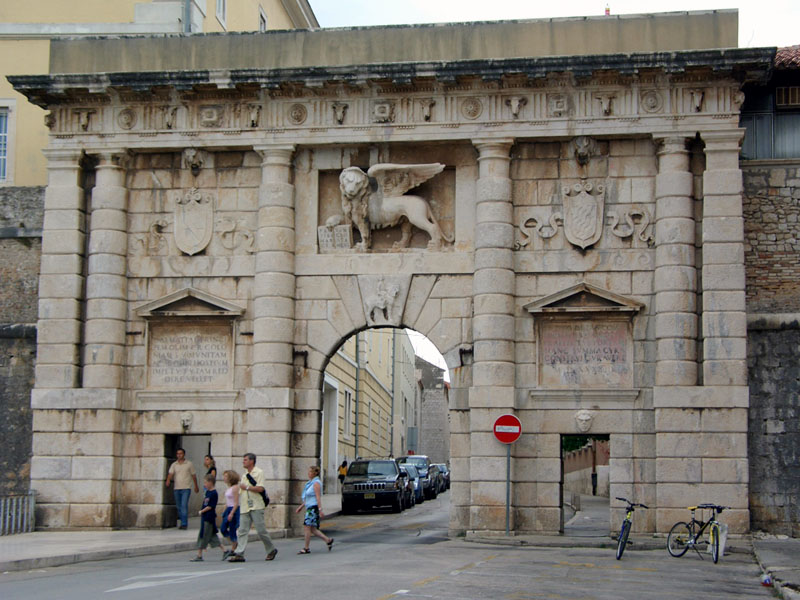
Landtor – Porta Terraferma, Zadar (1543)

Michele Sanmicheli (* 1484 in Verona; † 1559 ebenda) war ein Architekt der Spätrenaissance und neben Antonio da Sangallo d. J. der bedeutendste Festungsbaumeister seiner Zeit.

## Leben
Sanmicheli lernte in Rom bei Donato Bramante und wurde von diesem in seinem Schaffen angeregt. Aber auch die Bauten des 15 Jahre jüngeren Baumeisters Giulio Romano übten einen starken Einfluss auf ihn aus, vor allem sein frühes Mantuaner Meisterwerk, der Palazzo del Te. Bald trat er in die Dienste des Vatikans ein und arbeitete dort für längere Zeit. 1528 trat er in den Dienst der Republik Venedig, vergrößerte und verbesserte fast alle ihre Befestigungsanlagen und ließ den Lido erstmals befestigen (1535–1549). In Verona versah er die alten Stadtmauern mit imposanten Toren, darunter die Porta Nuova. Dort erbaute er auch die Paläste Bevilacqua und Pompei, in Venedig den Palazzo Grimani. Die Kirche Madonna di Campagna in Verona, zu der er die Pläne geliefert hatte, wurde erst nach seinem Tod ausgeführt, ebenso die wenig beachtete Festung von San Andrea in der Hafeneinfahrt von Venedig.
Sanmichelis Bauten waren prägend für den kraftvollen Stil der Veroneser Paläste im Stil des manieristischen Klassizismus mit grobem Rustika-Mauerwerk im Erdgeschoss und weiteren manieristischen Elementen, die den Bauwerken Kraft und Plastizität verleihen. Er hat das Stadtbild seiner Heimatstadt von Grund auf verändert.

## Werke
Die Datierungen vieler Bauten variieren in der Literatur:
- Cappella Petrucci unter San Domenico (1516–24, Orvieto)
- Festung Candia (1523, Iraklio, Kreta)
- Cappella Pellegrini an San Domenico (1528–1538, Verona)
- Palazzo Canossa (nach 1527, Verona)
- Stadtmauer von Canea mit mehreren Bastionen (1536, Chania, Kreta)
- Porta Nuova (1533–1540, Verona)
- Palazzo Bevilacqua (nach 1534, Verona)
- Palazzo Pompei (nach 1535, Verona)
- Festung von Rethymno (1540, Rethymno, Kreta)
- Villa Brenzone (1541–1550, Punta San Vigilio)
- Porta San Zeno (1542, Verona)
- Porta Terraferma (1543, Zadar in Kroatien)
- Porta Palio (1550–57, Verona)
- Palazzo Grimani (ab 1556, Venedig)
- Madonna di Campagna (ab 1559, Verona)
- Befestigungsanlagen in Brescia, Bergamo, Venedig (auf der Insel Sant’Andrea), Zadar und auf Kreta und Korfu

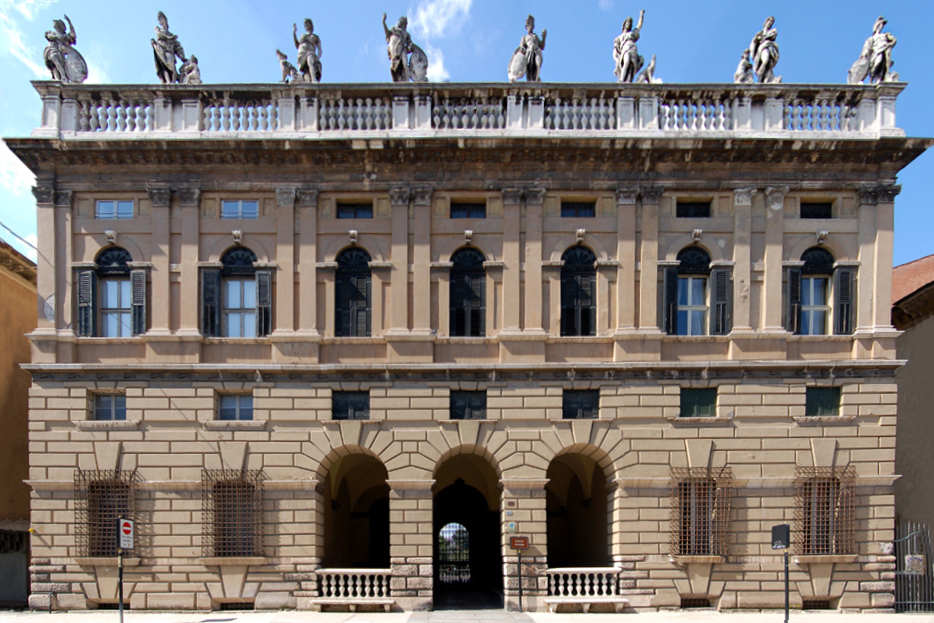
Palazzo Canossa
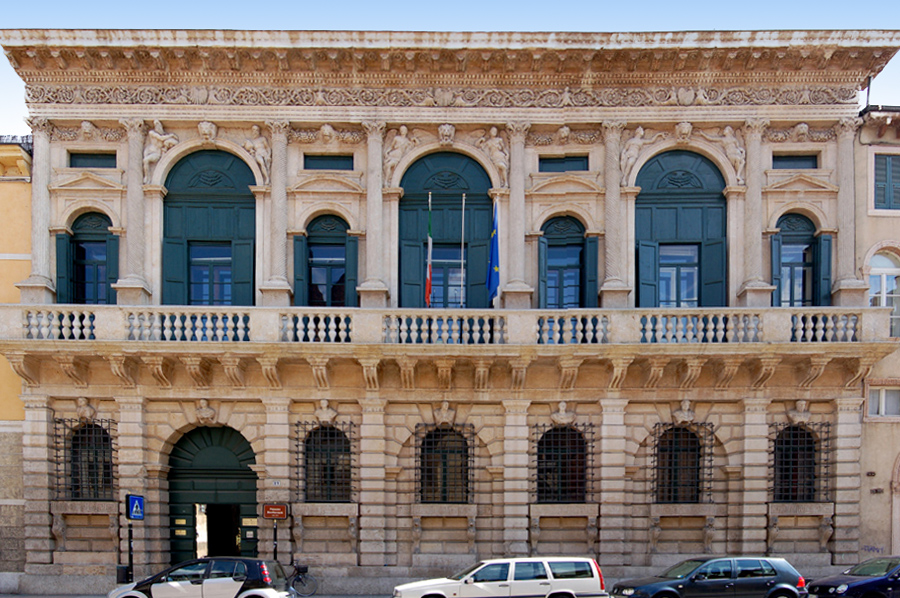
Palazzo Bevilacqua
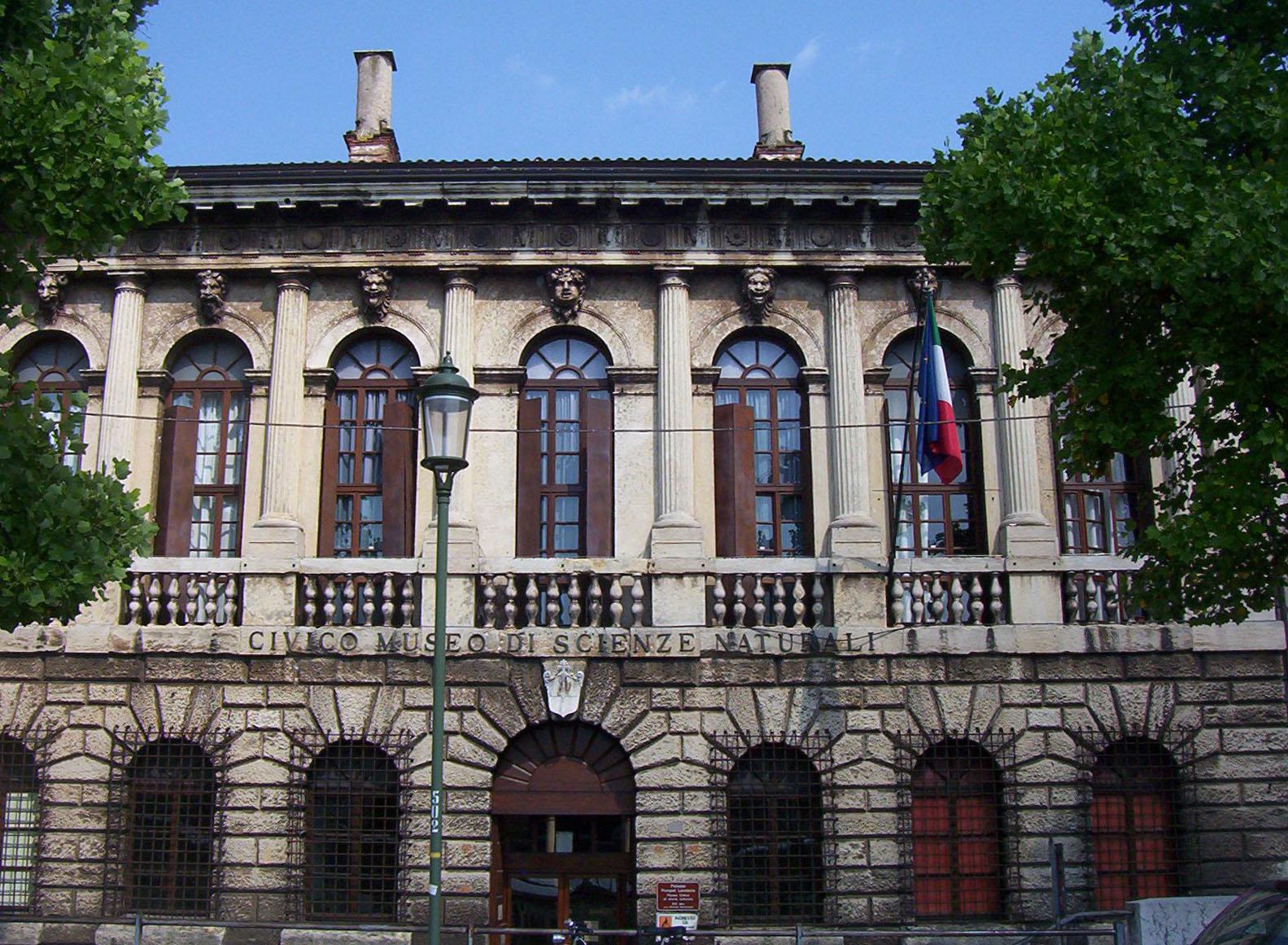
Palazzo Pompei